# El Naranjo, Quechultenango
El Naranjo är en ort i Mexiko.   Den ligger i kommunen Quechultenango och delstaten Guerrero, i den södra delen av landet, 230 km söder om huvudstaden Mexico City. El Naranjo ligger 1 068 meter över havet och antalet invånare är 165.
Terrängen runt El Naranjo är kuperad österut, men västerut är den bergig. Terrängen runt El Naranjo sluttar österut. Runt El Naranjo är det ganska glesbefolkat, med 38 invånare per kvadratkilometer. Närmaste större samhälle är Quechultenango, 6,8 km norr om El Naranjo. I omgivningarna runt El Naranjo växer huvudsakligen savannskog.